# Vera Faria Gonçalves
Vera Faria Gonçalves (1955, Lisboa) é uma escultora Portuguesa.

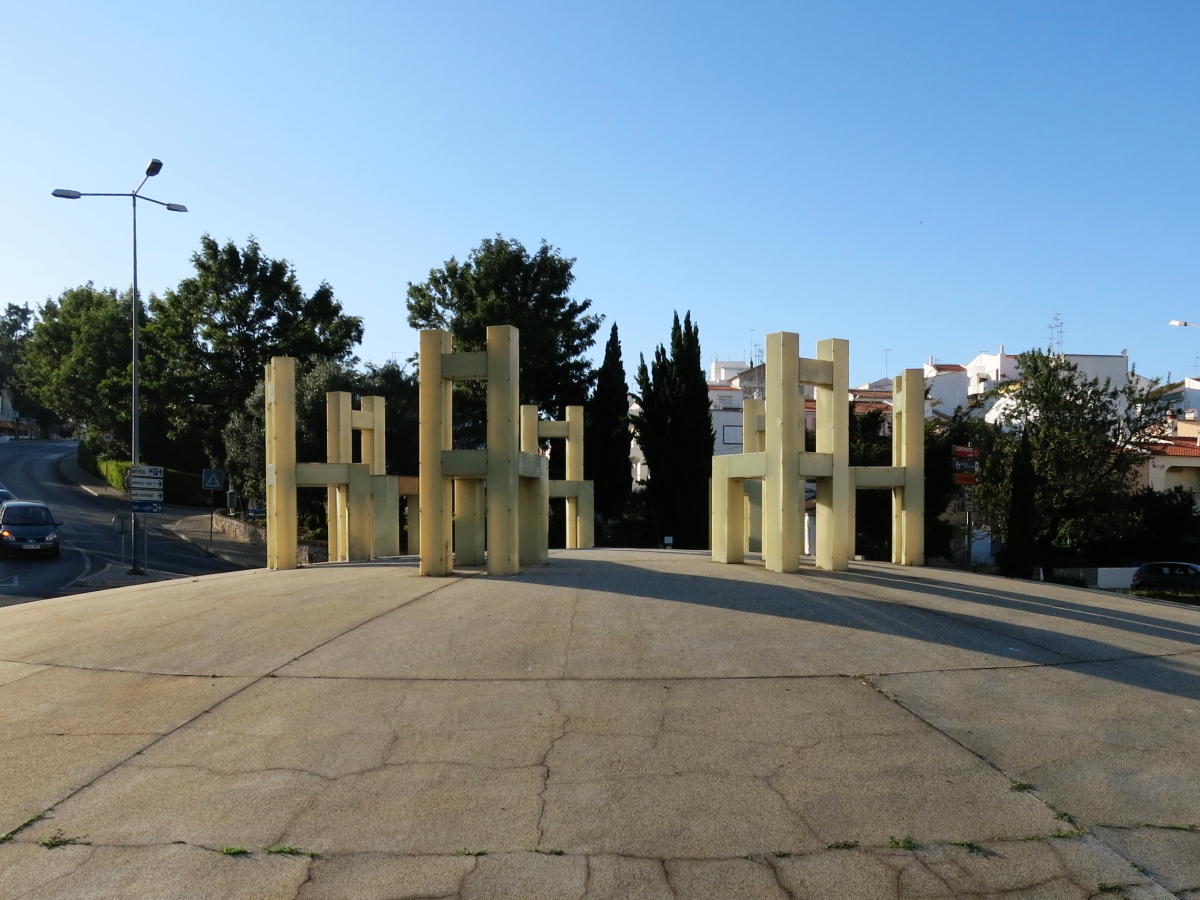
Monumento Liberdade, Diálogo e Democracia, da autoria de Vera Faria Gonçalves, e que é popularmente conhecido como Rotunda das Cadeiras.

## Biografia
Nasceu na cidade de Lisboa, em 1955. Entre 1968 e 1972 foi aluna num atelier de artes plásticas destinado a jovens, com apoio da Fundação Gulbenkian, e coordenado por Lurdes Freitas. Em 1973 era membro do corpo directivo da Associação de Estudantes do Ensino Secundário, integrado no Movimento Associativo dos Estudantes do Ensino Secundário de Lisboa. Em 1975 ingressa na Escola Superior de Belas Artes de Lisboa, e no ano seguinte começa a estudar no ArCo - Centro de Arte e Comunicação Visual, em Lisboa, onde frequentou aulas de desenho sob a orientação de Manuel Costa Cabral.
Em 1978 foi convidada a integrar a cooperativa Útil Pedra, que tinha sido fundada pelo escultor João Cutileiro em Lagos, com o apoio do IAPMEI e de estudantes da Escola Superior de Belas Artes de Lisboa. No ano seguinte fixou-se na aldeia de Espiche, onde instalou o seu atelier. Em 1980 passou a fazer parte de um conjunto de artistas responsáveis pela organização das exposições bienais de Lagos, que promoveram as artes plásticas na cidade. Em 1981 fez a sua primeira exposição individual, na galeria de arte do Mercado de Escravos, em Lagos. Em 1982 participou na primeira edição da Bienal de Lagos, onde ganhou uma menção honrosa, e na exposição itinerante Nova Escultura em Pedra, em Lisboa, da Sociedade Nacional de Belas Artes. Em 1983 participou nas exposições colectivasO Papel como Suporte, organizada pela S. N. B. A. em Lisboa, e Verão 83, no Armazém Regimental de Lagos. No ano seguinte fez parte da segunda Bienal de Lagos, onde recebeu o prémio de aquisição por parte da Câmara Municipal de Lagos. Em 1985 fez a exposição individual Pássaros, e em 1986 Esculturas, ambas na galeria Alfarroba, em Cascais. Em 1989 fez parte da exposição colectiva de mármore e cerâmica G.M.E., em Lagos, e no ano seguinte fez a exposição Padrões na Galeria de Azeitão. Em 1991 voltou a apresentar a exposição individual Pássaros, desta vez na Galeria Fonte Nova, em Lisboa. Em 1992 esteve integrada na exposição colectiva Reencontros na Galeria Alda Cortez, em Lisboa, organizada em homenagem a Joaquim Bravo. No ano seguinte apresentou a exposição individual Pássaros em grés na Galeria Vértice, em Lisboa, em 1996 fez a exposição Azul I na mesma galeria, e em 1997 organizou a exposição Azul II na Galeria Évora Arte. Também em 1997, participou na exposição Idade da Pedra, em Lisboa, organizada pelo Instituto do Emprego e Formação Profissional. Em 1998 voltou a colaborar com aquele organismo, desta vez através de um curso de formação sobre o aproveitamento das rochas ornamentais, em Lagos, e em 1999 fez parte da exposição A Idade dos Mares, igualmente organizada pelo IEFP. Nesse ano também participou na exposição colectiva Chuva na areia, mar na aldeia, organizada pelo Laboratório de Artes Criativas. Em 2002 organizou um atelier de artes plásticas para jovens na vila da Luz, em Lagos, e nesse ano também fez a exposição individual Casais na Fortaleza de Sagres. Em 2003 voltou à Galeria Vértice, com a exposição individual Homeo, tendo nesse ano também exposto no balcão de Lagos do Banco Nacional Ultramarino, e participado no Prosandart, um evento de escultura na freguesia de Algoz. Em 2005 e 2007 esteve integrada na série de exposições da MALA - Mostra de Artistas de Lagos. Em 2008 fez a exposição ELI na Fabricarte em Lagos, e no ano seguinte participou em três exposições: Primavera em Porto de Mós, Gosto de Mulheres na Galeria Arade, em Portimão, e Outono d’Arte, no Convento de Cristo, em Tomar. Em 2010 fez a exposição A Natureza é uma Jóia na cidade de Portimão.
Em 1994 foi a principal responsável pela abertura da loja e galeria Terra à Vista na Marina de Lagos, onde foram expostos trabalhos de escultura, joalharia, cerâmica e pintura de vários artistas, como António Alonso, Anabela Camelo, Ana Rijo, Xana, Pedro Correia e Raymond Dumas. No ano seguinte foi um dos sócios fundadores do Laboratório de Artes Criativas, em Lagos. Destaca-se igualmente a sua participação, em 1982, na equipa de estudos de reabilitação urbana de Lagos, coordenada pelo arquitecto Rui Mendes Paula. Uma das suas principais obras foi o Monumento Liberdade, Diálogo e Democracia, popularmente conhecido como Rotunda das Cadeiras, situado na Avenida da República, em Lagos.